# ماري كاي أش
ماري كاي أش (بالإنجليزية: Mary Kay Ash)‏ هي سيدة أعمال أمريكية، ولدت في 12 مايو 1918 في سايبرس في الولايات المتحدة، وتوفيت في 22 نوفمبر 2001 في دالاس في الولايات المتحدة.

## وصلات خارجية
- ماري كاي أش على موقع إن إن دي بي (الإنجليزية)